# 韋斯特里特魯姆湖

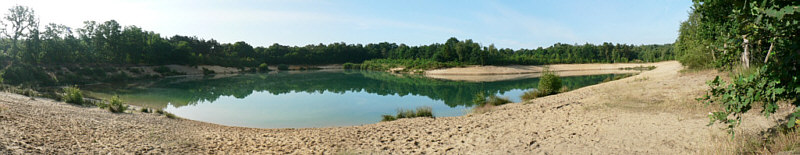

52°58′13″N 8°19′02″E / 52.970416°N 8.317361°E
韋斯特里特魯姆湖（德語：Westrittrumer See），是德國的湖泊，位於該國西北部，由下薩克森州負責管轄，處於奧爾登堡縣，海拔高度15.5米，平均水深2米，最大水深5米。